# Équipe de Macédoine du Nord de rugby à XIII
Pour les articles homonymes, voir Équipe de Macédoine du Nord.
L'équipe de Macédoine du Nord de rugby à XIII est la sélection pressentie pour représenter la Macédoine du Nord dans les compétitions internationales.
Actuellement, elle regroupe les meilleurs joueurs d'origine macédonienne de rugby à XIII.
Elle n'est, à ce jour, pas affiliée à la Fédération internationale de rugby à XIII.
Néanmoins, elle a déjà disputé plusieurs matchs en Australie, certains joueurs bénéficiant d'une relative notoriété.

## Histoire
Au début des années 2020, la communauté « treiziste » internationale a appris par surprise la création d'une « équipe de Macédoine ».
Les Australiens, à l'origine de la création de la sélection, n'ayant pas pris en compte la polémique créée en Europe autour de l’appellation Macédoine et la dispute entre la Macédoine du Nord et de la Grèce à ce sujet. Cet oubli sera corrigé ultérieurement, mais l'usage persiste.
La sélection est créée en Australie, à travers la diaspora macédonienne, et elle joue même quelques matchs.
Elle est composée d' Heritage players.

## Divers test-matchs
En décembre 2021, l'équipe rencontre le Viêt Nam pour son premier match.
Elle gagne largement sur le score de 58 à 0,.

## Personnalités et joueurs notables
Peu de joueurs émergent pour le moment.
Néanmoins, en 2022, le sélectionneur est Shane Flanagan, ancien coach de Cronulla et son assistant n’est autre que Paul Gallen, ancien joueur des Sharks,.

## Vidéographie
Présentation du premier match en anglais (décembre 2021) 